# Parcul Cinema Lumina
Parcul Cinema Lumina este situat în partea de nord a Piteștiului în cartierul Găvana. Terenul pe care a fost construit parcul este delimitat între bulevardele Nicolae Bălcescu, 1 decembrie 1918 și strada Carpenului. În interiorul parcului se află un loc de joacă pentru copii, o fântână, și un monument dedicat eroilor din Primul Război Mondial.